# Пролетарка (Магжана Жумабаєва район)
Пролета́рка (каз. Пролетарка) — село у складі району Магжана Жумабаєва Північноказахстанської області Казахстану. Входить до складу Чистовського сільського округу.
Населення — 255 осіб (2021; 428 у 2009, 563 у 1999, 701 у 1989).
Національний склад станом на 1989 рік:
- росіяни — 55 %.